# 역투표현상
역투표현상은 사회적으로 하층 계급에 있으면서 선거 때는 상류 계층을 위해 투표를 하는 현상을 말한다.